# Goguryeo
Goguryeo, Koguryŏ (kor. 고구려, chiń. trad. 高句麗; pinyin Gāojùlì) – historyczne koreańskie wczesnofeudalne królestwo, największe z Trzech Królestw Korei, obejmujące terytoria dzisiejszej Mandżurii i północnej części Półwyspu Koreańskiego.

## Historia
Według kronik koreańskich Samguk Sagi i Samguk Yusa, Jumong (pośmiertnie nazwany Dongmyeong) założył królestwo z siedzibą w Holbon. Jumong wywodził się z położonego w Mandżurii kraju Buyeo, lecz musiał stamtąd uciekać w obawie przed prześladowaniami przez rodzinę królewską. Po dotarciu w rejony rzeki Jalu założył własne państwo, które nazwano Goguryeo. Założenie Goguryeo jest datowane tradycyjnie na rok 37 p.n.e., aczkolwiek możliwe są też wcześniejsze daty – II wiek p.n.e. lub 277 p.n.e. (ta ostatnia wersja jest przyjmowana w historiografii północnokoreańskiej i uargumentowana interpretacją źródeł – np. Księga Tang stanowi, że Goguryeo istniało przez około 900 lat, zaś powstało w roku kapsin w 60-letnim cyklu kalendarza chińskiego).
Za rządów Sosurima (pan. 371–384) Koguryŏ przyjęło buddyzm i konfucjanizm, utworzono akademię T’aehak kształcącą urzędników oraz spisano kodeks prawny.
Do największego rozkwitu Koguryŏ doszło za panowania Kwanggaet’o Wielkiego (391–413) i jego syna Changsu (413–491). Podczas tego okresu królestwo zajmowało ¾ Półwyspu Koreańskiego i znaczną część Mandżurii. Kwanggaet’o przyjął tytuł T’aewang, co było równoważne z „cesarzem”, czyniąc swój kraj oficjalnie równym względem cesarskich dynastii chińskich. W 427 król Changsu przeniósł stolicę do Pjongjangu, który stał się politycznym i gospodarczym centrum kraju.
Na początku VII wieku chińska dynastia Sui zaatakowała Goguryeo. Wszystkie te ataki zostały odparte, a w historii zapisała się bitwa nad rzeką Salsu (612), w której Koreańczycy całkowicie unicestwili armię inwazyjną. Poniesione przezeń straty były tak wysokie, że klęska ta przyczyniła się do upadku dynastii Sui.
W 668 roku Goguryeo upadło w wyniku zmowy pomiędzy Sillą a chińskim cesarzem Tang Gaozongiem. Południowa część przypadła w udziale królestwu Silla, zaś w północnej powstało w 698 królestwo Balhae.
Balhae (698–926) uważało się za spadkobiercę Goguryeo. Podobnie Taebong, początkowo zwane Hu-Goguryeo, oraz Goryeo (Koryŏ), którego nazwa pochodziła od Goguryeo. Od średniowiecznego Goryeo (Koryŏ), a tym samym pośrednio od Goguryeo (Koguryŏ), pochodzi słowo „Korea” w językach indoeuropejskich.

## Kultura
Świadectwem rozwiniętej kultury Koguryŏ są pozostałości twierdz i pałaców, buddyjskie świątynie oraz liczne grobowce. W Korei Północnej znaleziono wiele artefaktów z okresu trwania królestwa, włączając w to malowidła w grobowcach. Część ruin znajduje się w Mandżurii w północno-wschodnich Chinach, na przykład Onyeosan w pobliżu Ji’an. Niektóre osiągnięcia kulturowe Goguryeo nadal pozostają obecne w kulturze Korei, jak na przykład system ogrzewania podłogowego ondol.

## Język
Poza kilkoma słowami język Goguryeo jest obecnie nieznany. Na podstawie tych kilku słów określa się, że był on podobny do języka królestwa Silla i języków tungusko-mandżurskich. Większość koreańskich lingwistów zauważa, że język ten był blisko spokrewniony z hipotetyczną rodziną ałtajską. Chińskie kroniki wskazują, że ludy Goguryeo, Buyeo, Okjeo i Gojoseon mówiły podobnym językiem, zaś różniącym się od języka plemion Mohe z grupy tungusko-mandżurskiej. Niektóre słowa pochodzące z języka Goguryeo znaleziono także w średniowiecznym koreańskim (X–XIV w.), ale wiele z nich zostało zastąpionych przez słownictwo pochodzące z królestwa Silla. Niektórzy lingwiści proponują aby utworzyć rodzinę języków Fuyu, włączając do niej Fuyu, Goguryeo, wyższych klas Baekje oraz starojapoński. Zwolennicy języków ałtajskich często klasyfikują ten język w tej grupie.

## Władcy Goguryeo
Poniższe tabele przedstawiają nazwy władców Goguryeo wraz z ich zapisem koreańskim, znakami chińskimi i odczytaniem pinyin.

### Legendarna linia
| Pośmiertne imię (Shi Hao 諡號)                                       | Imię własne                                                                          | Okres rządów            |
| Dongmyeong 동명성왕 東明聖王 Dōngmíng shèngwáng                      | Gojumong 고주몽 高朱蒙 Gāozhūméng, Chumo 추모 鄒牟 Jùmóu, Sanghae 상해 象解 Xiàngjiě | (37 p.n.e. – 19 p.n.e.) |
| Yuri 유리왕 琉璃明王 Liúlí míngwáng                                  | Yuri 유리 琉璃 Liúlí, Yuri 유리 類利 Lèilì, Yuryu 유류 孺留 Rúliú                    | 19 p.n.e. – 18 n.e.     |
| Daemusin 대무신왕 大武神王 Dàwǔ shénwáng, 大解朱留王 Dàjiězhūliúwáng | Muhyul 무휼 無恤 Wúxù                                                                | (18-44)                 |
| Minjung 민중왕 閔中王 Mǐnzhōng wáng                                  | Haesaekju 해색주 解色朱 Jiěsèzhū                                                     | (44-48)                 |
| Mobon 모본왕 慕本王 Mùběnwáng                                        | Hae-u 해우 解憂 Jiěyóu (Hae) Aeru (해)애루 (解)愛婁 (Jiě) Àilǚ                       | (48-53)                 |

Uwaga: Powyższe nazwy oraz daty władania określone są na podstawie Samguk Sagi. Wei shu (Historia dynastii Wei) przedstawia nazwy: 朱蒙 Zhūméng, 閭達 Lǘdá, 始閭諧 Shǐlǘxié, 如栗 Rúlí oraz 莫來 Mòlái. Legendarna linia została pierwszy raz zapisana, z kilkoma różnicami, w V wieku, kiedy król Jangsu zbudował pomnik dla swego ojca a Goguryeo nawiązało kontakty z Północnym Wei. Napisy na pomniku dają przedstawiają imiona: 鄒牟 Chumo, 儒留 Yuryu oraz 大朱留 Daejuryu. Powiązania między tymi nazwami nie są jasne.

### Linia Wielkiego Króla
| Pośmiertne imię                                                          | Imię własne                                   | Okres rządów |
| Taejo 태조대왕 國祖王 Guózǔ wáng, 大祖王 Dàzǔ wáng, 大祖大王 Dàzǔ dàwáng | Gung 궁 宮 Gōng, Eosu 어수 於漱 Yúshù         | 53–146       |
| Chadae 차대왕 次大王 Cìdà wáng                                           | Suseong 수성 遂成 Suìchéng                    | 146–165      |
| Sindae 신대왕 新大王 Xīndà wáng                                          | Baekgo 백고 伯固 Bógù, Baekgu 백구 伯句 Bógōu | 165–179      |

### Linia Hwando-Guknae
| Pośmiertne imię                                                           | Imię własne                                             | Okres rządów |
| Gogukcheon 고국천왕 故國川王 Gùguóchuān wáng, 國襄王Guóxiāng wáng         | Nammu 남무 男武 Nánwǔ, I-imo 이이모 伊夷謨 Yīyímó       | 179–197      |
| Sansang 산상왕 山上王 Shānshàng wáng                                      | Jeon-u 정우 廷優 Tíngyōu, Wigung 위궁 位宮 Wèigōng      | 197–227      |
| Dongcheon 동천왕 東川王 Dōngchuān wáng, 東襄王 Dōngxiāng wáng             | Uwigeo 우위거 憂位居 Yōuwèijū, Gyoche 郊彘 Jiāozhì      | 227–248      |
| Jungcheon 중천왕 中川王 Zhōngchuān wáng, 中襄王 Zhōngxiāng wáng           | Yeonbul 연불 然弗 Ránfú                                 | 227–248      |
| Seocheon 서천왕 西川王 Xīchuān wáng, 西襄王 Xīxiāng wáng                  | Yak-ro 약로 藥盧 Yàolú, Yak-u 약우 若友 Ruòyóu          | 248–270      |
| Bongsang 봉상왕 烽上王 Fēngshàng wáng, 鴙葛王 Zhìgě wáng                  | Sangbu 상부 相夫 Xiāngfú, Sapsiru 插矢婁 Chāshǐlǚ       | 292-300      |
| Micheon 미천왕 美川王 Měichuān wáng, 好攘王 Hǎoràng wáng                  | Eubul 을불 乙弗 Yǐfú, Ubul 우불 憂拂 Yōufú              | 300-331      |
| Gogugwon 고국원왕 故國原王 Gùguóyuán wáng, 國岡上王 Guógāngshàng wáng     | Sayu 사유 斯由 Sīyóu, Yu 유 劉 Liú (?), Soe 쇠 釗       | 331-371      |
| Sosurim 소수림왕 小獸林王 Xiǎoshòulín wáng, 小解朱留王 Xiǎojiězhūliú wáng | Gubu 구부 丘夫 Qiūfū                                    | 371-384      |
| Gogugyang 고국양왕 故國攘王 Gùguóràng wáng                                | Yiryeon 이련 伊連 Yīlián, Eojiji 어지지 於只支 Yúzhǐzhī | 384-391      |
| Gwanggaeto Wielki 광개토대왕 廣開土王 Guǎngkāitǔ wáng                     | Damdeok 담덕 談德 Tándé, An 안 安 Ān                    | 391-413      |

### Linia pjongjańska
| Pośmiertne imię | Imię własne                                                               | Okres rządów |
| Jangsu 장수왕 長壽王 Chángshòu wáng | Georyeon 거련 巨連 Jùlián, Goryeon 고련 高璉 Gāolián                      | 412-490      |
| Munjamyeong 문자명왕 文咨明王Wénzīmíng wáng, 文咨王 Wénzī wáng, 明治好王 Míngzhìhǎo wáng                                                   | Na-un 나운 羅雲 Luóyún, Go-un 고운 高雲 Gāoyún                            | 491-519      |
| Anjang 안장왕 安藏王 Ānzàng wáng | Heung-an 흥안 興安 Xīng’ān, Go-an 고안 高安 Gāo’ān                        | 519-531      |
| Anwon 안원왕 安原王 Ānyuán wáng | Bojeon 보정 寶廷 Bǎotíng, Gojeon 고정 高廷 Gāotíng                        | 531-545      |
| Yangwon 양원왕 陽原王 Yángyuán wáng, 陽崗上好王 Yánggāngshànghǎo wáng                                                                      | Pyongseong 평성 平成 Píngchéng                                            | 545-559      |
| Pyeongwon 평원왕 平原王 Píngyuán wáng, 平崗上好王 Pínggāngshànghǎo wáng, 平崗上王 Pínggāngshàng wáng, 狛鵠香岡上王 Pògéxiānggāngshàng wáng | Yangseong 양성 陽成 Yángchéng, Tang 탕 湯 Tāng, Goyang 고양 高陽 Gāoyáng  | 559-590      |
| Yeongyang 영양왕 嬰陽王 Yīngyáng wáng, 平陽王 Píngyáng wáng                                                                                | Gowon 고원 高元 Gāoyuán, Daewon 대원 大元 Dàyuán                          | 590-618      |
| Yeongnyu 영류왕 營留王 Yíngliú wáng, 建武王 Jiànwǔ wáng                                                                                    | Gogeonmu 고건무 高建武 Gāojiànwǔ, Seong 성 成 Chéng, Gomu 고무 高武 Gāowǔ | 618-642      |
| Bojang 보장왕 寶藏王 Bǎozàng wáng | Gojang 고장 高藏 Gāozàng, Bojang 보장 寶藏 Bǎozàng                        | 642-668      |